# Leopoldplatz
Leopoldplatz, Leo – plac w Berlinie, w Niemczech, w dzielnicy Wedding, w okręgu administracyjnym Mitte. Wytyczony w XIX wieku. 
Przy placu znajduje się stacja metra linii U6 oraz U9 Leopoldplatz.